# Municipio 1 Carthage
El municipio 1 Carthage (en inglés: Township 1, Carthage) es un municipio ubicado en el  condado de Moore en el estado estadounidense de Carolina del Norte. En el año 2010 tenía una población de 6.820 habitantes.

## Geografía
El municipio 1 Carthage se encuentra ubicado en las coordenadas 35°21′3.83″N 79°26′24.9″O / 35.3510639, -79.440250.